# Будинок Вісенс
Будинок Вісенс (ісп. Casa Vicens, кат. Casa Vicens, вимовляється каталанською: [ˈkazə βiˈsɛns]) — будинок, розміщений у Барселоні по вулиці Каролінас, 24 у районі Ґрасія. Перше велике творіння відомого архітектора Антоніо Гауді в стилі «ар-нуво» яке називають — «будинок, з якого все почалося» і є важливою спорудою для розуміння унікальної архітектурної мови Гауді і розвитку стилю модерн у Барселоні. Будівля була оголошена Світовою спадщиною ЮНЕСКО за № 320bis у 2005 році.

## Історія

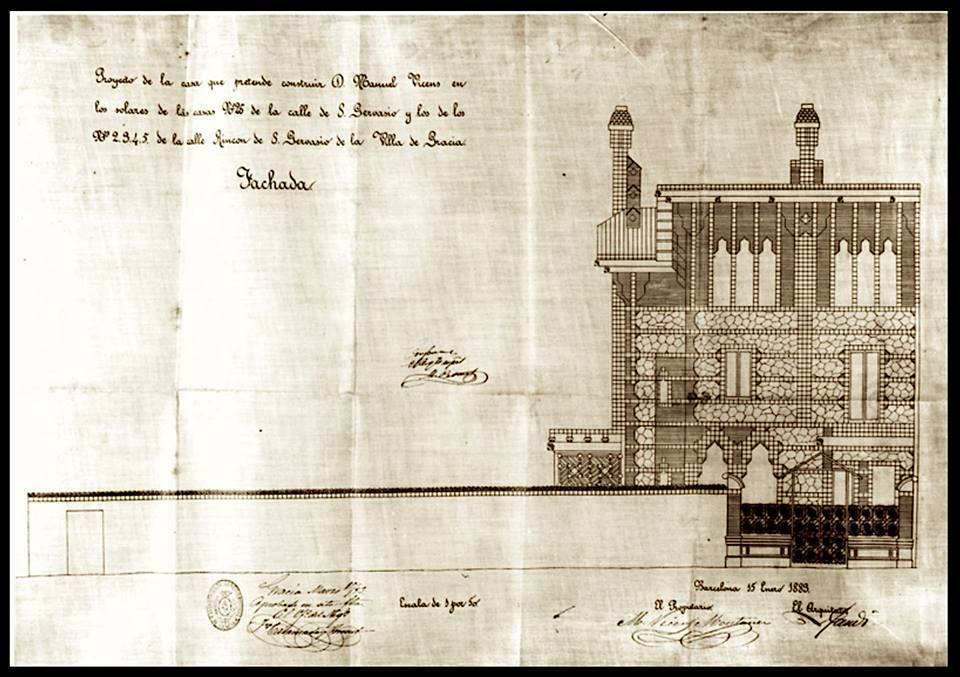

Плани будівництва (ділянки, основного поверху, фасаду і секції) датуються 15 січня 1883 року, Гауді було надано дозвіл на будівництво на 8 березня того ж року (№ 239-71; сертифікат 613). Будинок Вісенс проектувався як літня резиденція, де замовник Мануель Вісенс та його родина могли би сховатись від задухи і метушні міста та суттєво змінити свої відчуття.
У 1899 році будинок був придбаний доктором Антоніо Ховером, хірургом з Гавани та дідом колишніх власників. 1925 році архітектор Хуан Сьєрра де Мартінес додав нові споруди в будівлі, слідуючи стилю, як у Гауді, а також був значно розширений розмір саду, Антоніо Гауді особисто ухвалював ці плани. У зв'язку з цією роботою, Мартінес виграв приз найкращого архітектора міста Барселона в 1927 році, був нагороджений міською радою.
Сім'я Ховерів володіла будинком до продажу його у 2014 році «MoraBanc».
За цей час в будівлю можна було потрапити тільки 22 травня, у День Святого Ріти, каплиця якої була збудована у дальньому від будинку куті. Новий власник зробив Будинок Вісенс більш доступним для  широкої публіки.
Відкриття Будинку Вісенс, заплановане на Пасху 2017, в ньому буде створено музей безпрецедентного масштабу. Серед амбітних планів організаторів — інтерактивні дисплеї, освітні заходи і лекційний зал. Щоби запобігти натовпу, щоденне число відвідувачів буде обмежене до 395 людей і попередні замовлення стануть необхідними.

## Архітектура
Гауді прикрасив фасад будинку великою кількістю кольорової плитки, почасти тому, що Вісенс був відомим виробником плитки і хотів, щоби будинок виконував своєрідну роль реклами його продукції.
Зображення фотографій куполів, ступ і мінаретів Єгипту, Марокко та Індії, що під час навчання докладно вивчив Гауді у барселонській регіональній школі архітектури та особливо у бібліотеці школи, безперечно справили враження на молодого архітектора, оскільки, коли він взявся за розробку дизайну Каса Вісенс, свого першого великого замовлення після закінчення навчання — вирішив відтворити помешкання халіфа, оточене оазисом. Мавританський дух відчувається у стилі всього будинку, куполоподібні вежі в східному стилі прикрашають дах, усередині екзотична курильня зі стелею в стилі «мудехар» розрахована на спокійне споглядання, водоспад і фонтани в саду, що створені для збереження прохолоди в будинку.
Мавританські гвоздики на плитці фасаду, подібні тим що на стелі в будинку, охра кам'яної кладки та червона цегла виглядають архітектурно цільними.
Тим не менш, найбільшим натхненням Антоніо Гауді завжди була природа:
```
«
Коли я прийшов на місце майбутнього будівництва, щоби виміряти ділянку, вона була повністю вкрита маленькими жовтими квітками, і я вирішив зробити їх декоративним мотивом плитки
»
```

Ковані листя пальм, що прикрашають паркан навколо будинку, були також змальовані з дерева в саду (пізніше Гауді використає такий саме дизайн на воротах Парку Гуель), внутрішній декор Будинку Вісенс, який складається із зображень рослин, птахів і мушель, створює своєрідне продовження саду:
```
«
Все, що я проектую, походить з великої книги природи
»
```

### Відео
- Модернізм Каса Вісенс в Барселоні [Архівовано 23 лютого 2021 у Wayback Machine.] (ісп.)